# 3v3 Floorball
El 3v3 floorball es una modalidad del floorball clásico jugado en un campo más reducido, con solo 3 jugadores. En países como Suiza o Alemania hay ligas especializadas de esta disciplina.
En 2024, la Federación Internacional de Floorball  (IFF) celebró el primer encuentro mundial. El 3v3 es un proyecto orientado a extender este deporte por todo el mundo, al tratarse de partidos rápidos, muy dinámicos y entretenidos.
Además, también se considera una opción alternativa al floorball clásico para poder ser llevada a los Juegos Olímpicos, al ser una disciplina fácil de organizar.

## Principales diferencias
Basado en el floorball clásico de 5 jugadores, esta modalidad solo permite la presencia en el rink  de tres jugadores y un portero por equipo. Además, las convocatorias son más reducidas, de solo 10 jugadores (incluyendo portero). El rink es más reducido, con medidas de aproximadamente 22x11 metros. Las porterías son iguales, a excepción de una cesta o bolsa con bolas que debe de estar colgada detrás.
Una de las características más interesantes de esta modalidad es que el portero puede marcar gol directamente, tras un saque que bote antes del medio campo. 
Las faltas se sacan desde uno de los dos puntos ubicados en el ecuador del campo, independientemente de dónde haya sido hecha la infracción. Si el balón sale fuera del campo, saca el portero, que cogerá una pelota de la bolsa que tiene en la portería. Las sanciones de más de 2 minutos de expulsión, se castigan con un penalti, lanzado de forma directa desde el punto a 5m de la portería.
El tiempo es «semi efectivo», de dos partes de 10 minutos cada uno, con descanso de aproximadamente 2 minutos. Esto implica que solo se detiene el reloj tras un gol o tras la indicación del árbitro, si lo considera oportuno por condiciones en el campo, como una lesión o caída del rink.
El resto de las normas son las mismas que las del floorball genérico, adaptándolas al tamaño del terreno de juego.

## Mundial 3v3 2024
En 2024 se anunció el primer campeonato mundial de floorball 3v3 de la historia, coincidiendo con el Mundial U19 femenino. Se celebró en Lahti, Finlandia, en el «Sport and Fair Centre». Sin embargo, como no hubo demasiado tiempo de preparar el certamen con antelación, y para cubrir todas las plazas, se optó por aceptar más de un equipo por país.
Se celebró entre el 11 y 12 de mayo de 2024, en un formato compacto, habiendo partidos prácticamente todo el día. El día 11, la fase de grupos, donde participaron 29 equipos en el campeonato masculino y 13 en el femenino. El 12, las eliminatorias y finales, donde Letonia (1) obtuvo la victoria en el masculino y Finlandia (Blue) en el femenino, imponiéndose ambos al equipo sueco, respectivamente, ambas finales teniéndose que desempatar en los penaltis. A pesar de la falta de antelación y relativa permisividad en las inscripciones, el mundial obtuvo un balance positivo y se decidió continuar anualmente con el campeonato, confirmándose su celebración durante los próximos años.[cita requerida]

## Mundial 3v3 2025
El segundo mundial 3v3 se celebró entre el 3 y 4 de mayo de 2025 en Winterthur, Suiza, a la vez que el Mundial U19 de Zúrich. Siguiendo el formato del año anterior, se jugaron todos los partidos en el AXA Arena y fue televisado en la plataforma de la IFF. Disputaron el campeonato 23 equipos masculinos y 18 el femeninos.
El equipo suizo ganó en ambas modalidades, batiendo al equipo de Ucrania en el masculino y a Finlandia en el femenino.

## Clasificación mundial
La Federación internacional publicó la clasificación tras los resultados el primer mundial 3v3, unificando a las selecciones con varios equipos:
| Pos. | Selección       |
| ---- | --------------- |
| 1    | Letonia         |
| 2    | Suecia          |
| 3    | Finlandia       |
| 4    | Suiza           |
| 5    | Estonia         |
| 6    | Nueva Zelanda   |
| 7    | Hungría         |
| 8    | Polonia         |
| 9    | Francia         |
| 10   | República Checa |
| 11   | España          |
| 12   | Eslovaquia      |

| Pos. | Selección       |
| ---- | --------------- |
| 1    | Finlandia       |
| 2    | Suecia          |
| 3    | Suiza           |
| 4    | Alemania        |
| 5    | Estonia         |
| 6    | Letonia         |
| 7    | República Checa |
| 8    | Polonia         |
| 9    | Eslovaquia      |
| 10   | Ucrania         |
| 11   | Alemania        |
| 12   | Islandia        |